# Søre Sigleskjeret
Søre Sigleskjeret est une île dans le landskap Sunnhordland du comté de Vestland. Elle appartient administrativement à Fitjar.

## Géographie
Rocheuse et désertique, à fleur d'eau, elle s'étend sur environ 74 m de longueur pour une largeur approximative de 62 m. 